# Dans un battement d'ailes
Dans un battement d'ailes (The Call of Wings) est une nouvelle fantastique d'Agatha Christie.
Cette nouvelle a été directement publiée en recueil en octobre 1933 dans The Hound of Death and Other Stories au Royaume-Uni. Elle a été publiée pour la première fois en France dans le recueil Le Flambeau en 1981.

## Publications
La nouvelle n'a jamais été publiée en revue, elle est directement publiée dans des recueils :
- en octobre 1933, au Royaume-Uni, dans The Hound of Death and Other Stories[1] (avec 11 autres nouvelles) ;
- en 1971, aux États-Unis, dans The Golden Ball and Other Stories[1] (avec 14 autres nouvelles) ;
- en 1981, en France, dans Le Flambeau (avec 8 autres nouvelles).